# Expedición de Estados Unidos a Corea
La expedición estadounidense a Corea, la Shinmiyangyo (para los coreanos) o simplemente la Korean Expedition (para los estadounidenses) en 1871, fue la primera acción militar de Estados Unidos en Corea. Esta tuvo lugar sobre todo alrededor de la isla Ganghwa. La razón para la presencia de una fuerza naval estadounidense en Corea era dar apoyo a una delegación diplomática enviada para establecer relaciones comerciales y políticas con la nación coreana, además de investigarse el destino del navío mercante General Sherman y establecer un tratado que asegurase la asistencia mutua en caso de naufragio. Cuando las baterías coreanas del río Selee atacaron a los dos buques de guerra estadounidenses el 1 de junio de 1871, se le exigió a Corea una disculpa oficial. Al no recibirla, los estadounidenses decidieron mandar una expedición de castigo que alcanzó Corea diez días después. La respuesta aislacionista de la dinastía Joseon y la obstinación de los estadounidenses en malentender el conflicto convirtieron una expedición diplomática pacífica en un conflicto armado. El 10 de junio, aproximadamente 650 estadounidenses desembarcaron y capturaron varios fuertes, matando a más de 200 soldados coreanos con solo tres bajas. Corea continuó rechazando negociar con Estados Unidos hasta 1882.

## Contacto inicial
La expedición consistía en aproximadamente 650 hombres, más de 500 marinos y 100 marines, además de cinco barcos de guerra: USS Colorado, USS Alaska, USS Palos, USS Monocacy y USS Benicia. A bordo del "Colorado" estaba el almirante John Rodgers, además de Frederick F. Low, el embajador de Estados Unidos en China. Las fuerzas coreanas, también conocidas como los «Cazadores de Tigres», estaban dirigidas por el General Eo Jae-yeon.
Los estadounidenses consiguieron hacer un contacto seguro con los habitantes coreanos, descritos como «gente que lleva ropa blanca». Cuando preguntaron por el incidente del barco mercante «General Sherman», los coreanos fueron inicialmente reacios a hablar del tema, a pesar de que se les ofreció recompensa. En consecuencia, los estadounidenses hicieron saber a los coreanos que su flota se dedicaría a explorar la zona, para sacar más información. El gesto fue malinterpretado por los coreanos, ya que estos prohibieron la navegación de cualquier barco extranjero desde el río Han, que daba acceso a la ciudad de Hanyang, la actual Seúl. El 1 de junio, las fortalezas coreanas dispararon contra los barcos estadounidenses cuando navegaban por los estrechos de la isla Ganghwa, que dan acceso al río. La flota estadounidense no fue seriamente dañada, debido «a la mala artillería coreana, cuyo fuego, aunque fue intenso durante al menos quince minutos, no pudo acertar directamente a los barcos, y en consecuencia sin mucho efecto». Estados Unidos exigió una disculpa oficial en los siguientes diez días y al no haber respuesta, Rodgers decidió asaltar los fuertes.

## Batalla de Ganghwa
El 10 de junio de 1871, los estadounidenses atacaron la guarnición de Choji en Ganghwa, que se encontraba escasamente defendida. Los coreanos estaban armados con rifles muy anticuados, como mosquetes con llave de mecha. Ante esto, los coreanos iniciaron una rápida huida, lo que hizo que los estadounidenses se movieran rápido hacia su siguiente objetivo, la fortaleza de Deokjin. Las fuerzas armadas coreanas que se encontraban pobremente armadas no pudieron hacer nada contra doce Howitzer estadounidenses de ataque con una distancia de ataque mucho mayor que los cañones coreanos. Los marines estadounidenses desmantelaron esta fortaleza y continuaron hacia la guarnición de Gwangseong, una ciudadela. En aquel momento los coreanos estaban reagrupándose allí, mientras que otros comandos coreanos intentaron flanquear a los estadounidenses, pero fueron derrotados, ya que los estadounidenses ya había conseguido situar de forma estratégica toda su artillería en dos colinas.
El fuego de artillería de las fuerzas de tierra y la del USS Monocacy en la costa prepararon el terreno para el asalto de las fuerzas estadounidenses. Una fuerza de 546 marinos y 106 marines se agruparon en las colinas al oeste de la fortaleza. La infantería se encontraba justo en la colina al oeste de la fortaleza, mientras que las tropas de artillería se encontraban apostadas en otra colina cubriendo los flancos del ejército estadounidense. Una vez que los bombardeos pararon, los estadounidenses cargaron contra la ciudadela, liderados por el teniente Hugh McKee. El lento tiempo de recarga de los mosquetes coreanos, sumado a los Remington Springfield modelo 1871 que portaban los estadounidenses, hicieron ceder las murallas. Los coreanos acabaron tirando rocas a sus atacantes.
McKee fue el primero en entrar en la ciudadela, y fue fatalmente herido por un tiro en la ingle. Después de él entró el comandante Winfield Scott Schley. Schley disparó al soldado coreano que mató a McKee. La bandera del comandante coreano, general Eo Jae-yeon, llamada la «Sujagi» por los coreanos, fue capturada por Charles Brown, guarda del USS Colorado y miembro de la guardia de Hugh Purvis del USS Alaska. El general Eo fue asesinado por el soldado raso James Dougherty. Mientras sirvió de abanderado a la tropa del USS Colorado, Cyrus Hayden izó la bandera estadounidense bajo fuego enemigo. Por estos actos se les honró con la Medalla de Honor.
La lucha duró quince minutos. Al final 243 fallecieron en las fortalezas, mientras que solo tres estadounidenses murieron en la batalla. Las bajas de los estadounidenses fueron McKee, Seaman Seth Allen, y el marine raso Denis Hanrahan. Diez estadounidenses resultaron heridos, y veinte coreanos fueron capturados, varios de ellos heridos. Cinco fortalezas coreanas fueron capturadas en total, con docenas de cañones de varios tipos. Además, había un subcomandante coreano entre los heridos capturados. Los estadounidenses esperaban usar los prisioneros para negociar un encuentro con los oficiales locales, pero los coreanos lo rechazaron, llamando a los cautivos cobardes y añadiendo que por ellos «podían seguir manteniendo los prisioneros heridos».
Siguiendo las operaciones militares entre el 10 al 12 de junio, el escuadrón asiático en Estados Unidos permaneció anclado en Jakyak hasta que el 3 de julio partieron rumbo a China.

## Consecuencias

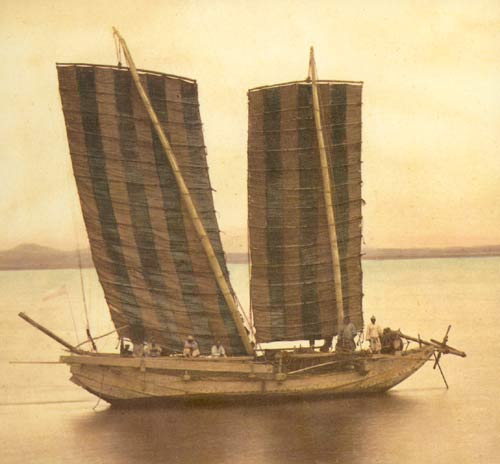
Un junco coreano en 1871, foto tomada por los estadounidenses durante la expedición.

Estados Unidos no fue capaz de conseguir sus objetivos diplomáticos, ya que los coreanos rechazaron negociar. De hecho, estos sucesos llevaron al regente Daewon-gun a fortalecer su política de aislamiento y a rechazar cualquier acercamiento internacional. No fue hasta 1876 cuando Corea firmó el Tratado de Ganghwa con Japón, lo que permitió a los japoneses comerciar en Ganghwado y evitar la amenaza de ser atacados en Seúl. Los países europeos y Estados Unidos pudieron firmar un acuerdo con los coreanos poco después. 
De abril a mayo de 1882, Estados Unidos y Corea negociaron y aprobaron un tratado de 14 artículos. El tratado establecía amistad mutua y asistencia mutua en caso de ataque y también supuso un avance en los derechos de los estadounidenses en territorio coreano, además de un comercio más ventajoso para ambos.
Por su parte, el ejército estadounidense premió a nueve marineros y a seis marines con la Medalla de Honor por sus primeras acciones en un país extranjero. El ejército estadounidense además ganó una experiencia muy valiosa que pronto tendría que hacer efectiva durante la Guerra Hispano-Estadounidense.